# Rita Childers
Margaret „Rita“ Anne Childers (* 19. Juli 1915 in Ballsbridge, Dublin als Margaret Anne Dudley; † 9. Mai 2010 in Glenageary, County Dún Laoghaire-Rathdown) war eine irische Presseattachée an der britischen Botschaft in Dublin sowie die Ehefrau des 4. irischen Präsidenten, Erskine Hamilton Childers. Als solche war sie vom 25. Juni 1973 bis zum 17. November 1974 First Lady Irlands.

## Leben und Wirken
Margaret Anne Dudley kam 1915 im Dubliner Stadtteil Ballsbridge als eines von insgesamt acht Kindern zur Welt. Ihr Vater war James John Dudley. Der frühe Tod ihres Vaters zwang sie, mit 17 Jahren direkt in die Arbeitswelt einzusteigen und auf das Studium an einer Universität zu verzichten. Sie lernte ihren Mann, einen Witwer, der ebenfalls ein hochrangiges Mitglied der Fianna Fáil war, während ihrer Arbeit als Attaché der britischen Botschaft in Dublin kennen. Die Mischehe des Paares (Erskine Hamilton Childers war Anglikaner, sie römisch-katholisch) sorgte für einige Kontroversen; der damalige römisch-katholische Erzbischof von Dublin, John Charles McQuaid, versuchte, das Paar von der Heirat abzubringen. Sie entschieden sich schließlich dafür, 1952 in Paris zu heiraten. McQuaid entschuldigte sich Berichten zufolge später bei dem Paar für sein Verhalten. Ihr Mann wurde im Juni 1973 zum Präsidenten Irlands gewählt, starb aber plötzlich im November 1974. Die politischen Parteien einigten sich insgeheim darauf, Frau Childers zur neuen Präsidentin zu machen. Ein politischer Streit, bei dem ein teilweise gehörloser Minister der Fine Gael in der Regierung der Nationalen Koalition, Tom O’Donnell, die Frage eines Journalisten nach Frau Childers falsch verstand und bestätigte, dass sie die nächste Präsidentin sein würde, ließ den Plan jedoch scheitern. Die Partei ihres verstorbenen Mannes, Fianna Fáil, zog ihre Unterstützung für sie zurück und schlug stattdessen den ehemaligen Obersten Richter Cearbhall Ó Dálaigh vor. Ó Dálaigh wurde schließlich ohne Gegenkandidaten als gemeinsamer Kandidat der Regierungs- und der wichtigsten Oppositionsparteien in der Präsidentschaftswahl von 1974 gewählt. Nachdem sie Áras an Uachtaráin verlassen hatte, wurde Frau Childers zu einer unverblümten Kritikerin sowohl der früheren Kollegen ihres verstorbenen Mannes in der Fianna Fáil als auch des Präsidentenamtes. Nach dem Rücktritt von Cearbhall Ó Dálaigh als Präsident im Oktober 1976 forderte Frau Childers die Suspendierung des Amtes. Childers' Tochter Nessa trat 2004 in die Politik ein, als sie für die Grüne Partei in den Grafschaftsrat von Dún Laoghaire-Rathdown gewählt wurde. Childers' Stiefsohn, Erskine Barton Childers (der Sohn ihres Mannes aus seiner ersten Ehe mit Ruth Ellen Dow) diente als hoher Beamter bei den Vereinten Nationen. Sie starb 2010 im Alter von 94 Jahren und liegt in Roundwood, Grafschaft Wicklow begraben.